# David Ben Gourion
 (mai 2020).
Si vous disposez d'ouvrages ou d'articles de référence ou si vous connaissez des sites web de qualité traitant du thème abordé ici, merci de compléter l'article en donnant les références utiles à sa vérifiabilité et en les liant à la section « Notes et références ».
David Ben Gourion (en hébreu : דָּוִד בֶּן־גּוּרְיוֹן, /daˈvid ben gurˈjoːn/ ; en arabe : داود بن قوريون), né David Grün (en yiddish : דוד יוסף גרין, David Yosef Grin), né le 16 octobre 1886 à Płońsk (ville au centre de la Pologne, alors faisant partie de l'Empire russe) et mort le 1er décembre 1973 au kibboutz de Sde Boker (Israël), est un homme d'État israélien.
En 1930, il participe à la fondation du Mapaï, devenu par la suite le Parti travailliste israélien, qui dirige la communauté juive de Palestine (Yichouv) à l'époque du mandat britannique (1918-1948), puis l'État d'Israël durant les trois premières décennies de son existence.
Il est un des fondateurs de l'État d'Israël dont il proclame l’indépendance le 14 mai 1948 vers 16 heures à Tel Aviv, dans une des salles du Musée des Beaux Arts. Il est Premier ministre du pays de 1948 à 1954 et de 1955 à 1963.

## Biographie

### Origines et enfance (1886-1906)

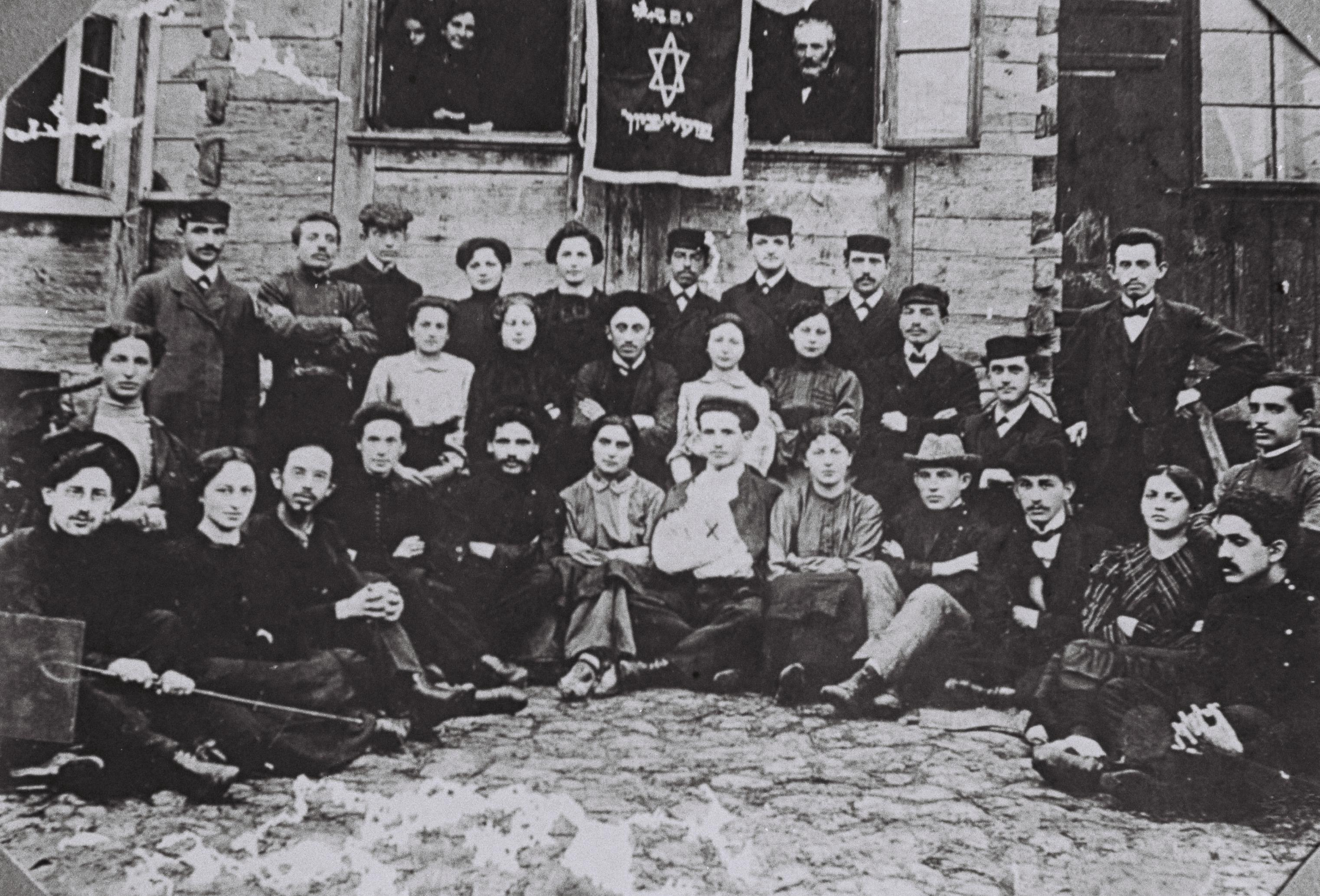
David Ben Gourion au centre (chemise blanche) du groupe Ezra devant son domicile à Plonsk (Pologne), à la veille de son départ pour la Palestine ; son père et sa belle-mère aux fenêtres, août 1906.

Les mots hébreux Ben Gourion signifient « Fils du Lion », en souvenir d'un héros du siège de Jérusalem par les Romains.
À l'époque de sa naissance, Płońsk se trouve dans la partie de la Pologne intégrée à l'Empire russe.
Il est issu d'une famille juive ashkénaze sioniste. Son père était professeur d'hébreu et membre des Amants de Sion.
À 17 ans, il est étudiant à l'université de Varsovie et rejoint l'association Poale Zion, qui par la suite devient un parti sioniste d'orientation marxiste.
Ardent sioniste, David Grün émigre en Palestine en 1906, alors que la région est une province turque depuis 1517 (conquête de Sélim Ier administrée par l'Empire ottoman).

### Dans l'Empire ottoman (1906-1915)

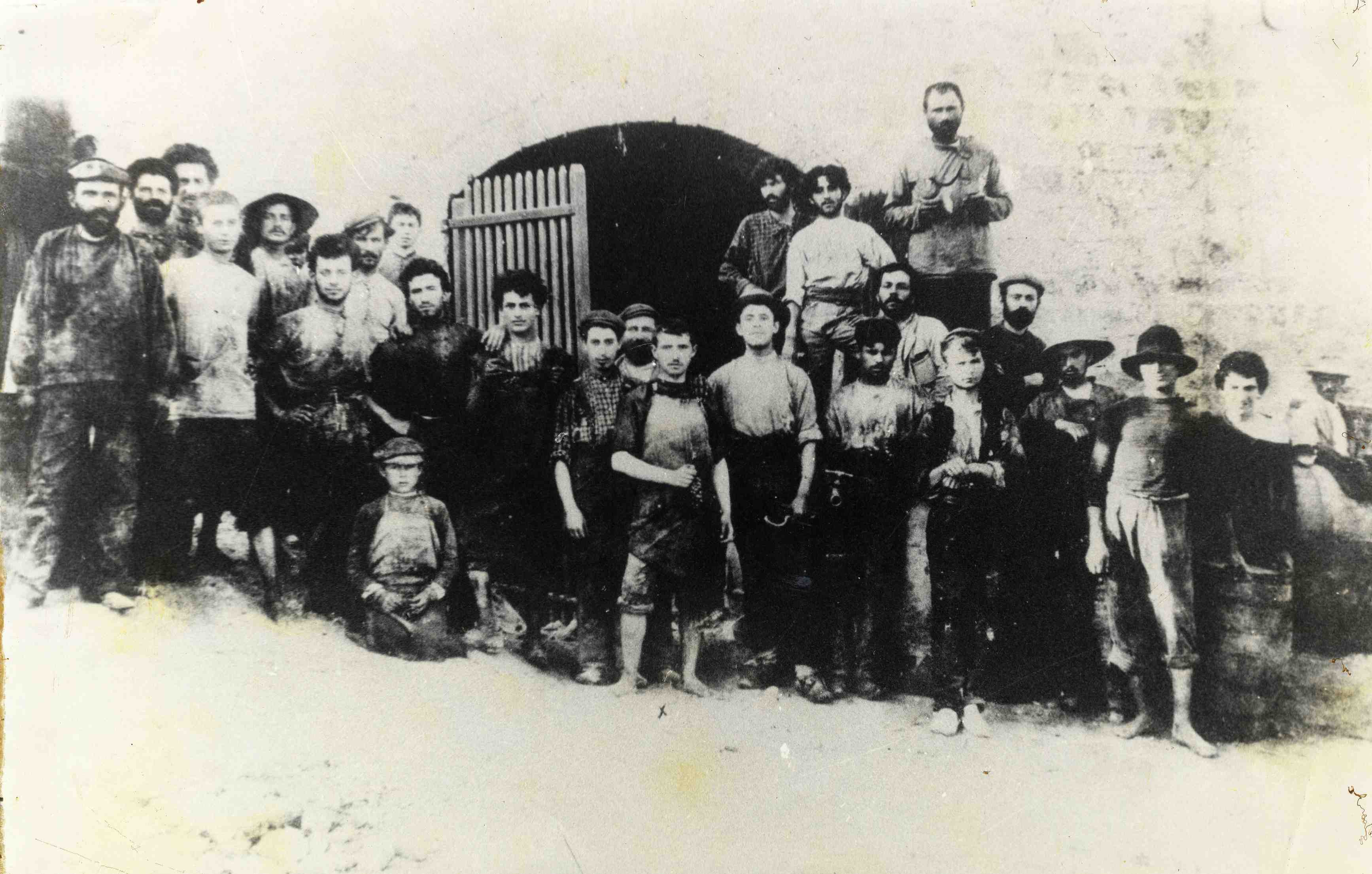
Ben Gourion, au centre, tenant une grappe de raisin devant les caves de Rishon LeZion, 1906-07.

Il travaille d'abord dans les orangeraies et les vignobles des exploitations agricoles juives créées dans les années 1880 par les sionistes de la première émigration. Il est aussi garde en Galilée. Il vit pauvrement, parfois en proie à la malaria. Comme il l'indiquera par la suite, son travail modeste et surtout le chômage fréquent lui font connaître la faim, ce qui ne l'empêche pas de refuser toute aide financière de sa famille.
C'est à cette époque qu'il entre au Comité central du Poale Zion.

En 1909, lors d'une attaque arabe, il perd un camarade qui l'accompagnait. Il est également victime d'une seconde attaque, durant laquelle il n'utilise pas son arme et laisse son assaillant fuir avec son panier, après un combat à mains nues. Il s'en sort avec une blessure au couteau, mais se dit fier de ne pas avoir tué son assaillant, et ainsi cassé un cercle de violence.

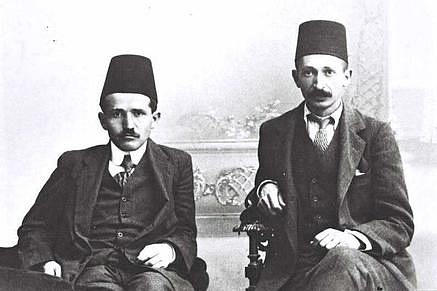
Ben Gourion et Ben-Zvi à Istanbul, 1912.

En 1910, il devient journaliste au journal du parti à Jérusalem et adopte le nom hébraïque de Ben Gourion, nom d'un juif, Josef Ben Gurion, qui combattit contre les Romains durant la guerre des Juifs décrite par Flavius Josèphe.
Il commence en 1912 des études de droit à l'université d'Istanbul, capitale de l'Empire ottoman. Il souhaite tisser des liens avec la future élite ottomane, afin de la rendre plus favorable au projet sioniste.
En 1914, au début de la Première Guerre mondiale, Ben Gourion s'en tient à une attitude loyaliste vis-à-vis de l'Empire ottoman et la promeut au sein du Yichouv. En mai 1915, il est déporté en Égypte bien qu'il forme une milice juive de soutien aux Ottomans. Il se rend aux États-Unis pour trois années et forme le groupe HeHalutz.
Avec l'entrée en guerre des États-Unis et l'engagement du Royaume-Uni en faveur du sionisme (avec la Déclaration Balfour de 1917), il se distancie de plus en plus de l'Empire ottoman.

### Mariage et famille

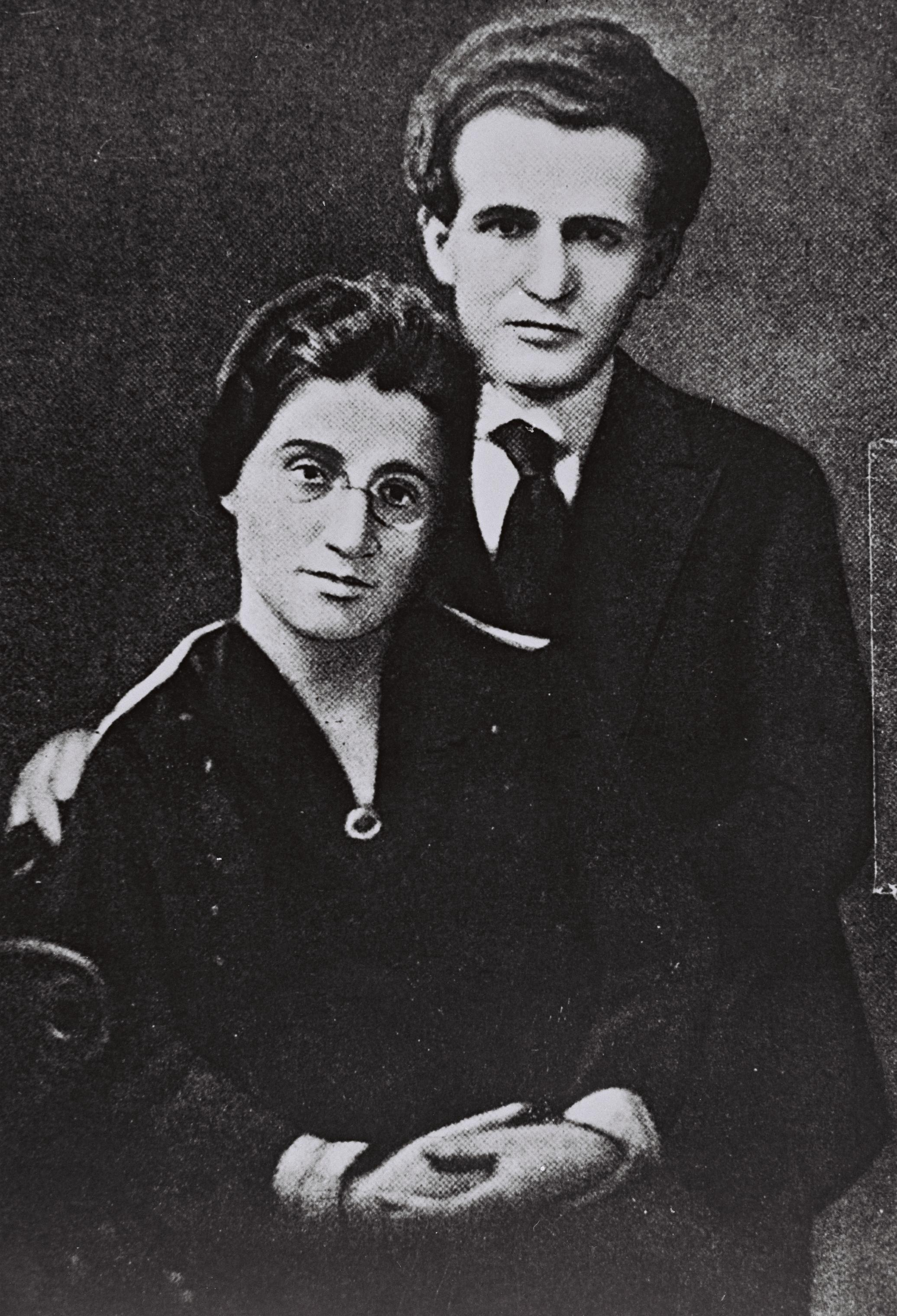
Photographie de mariage de Paula Munweis et David Ben Gourion (1918).

En 1917, il épouse Paula Munweis puis s'engage dans les unités juives que l'armée britannique constitue pour porter la guerre en Palestine. Il est de retour en Palestine en 1918, au sein du 39e bataillon des Royal Fusiliers, l'un des bataillons de la « Légion juive ».

### En Palestine mandataire (1918-1948)

#### Création d'Achdut Ha'avoda(1919)
En 1919, Ben Gourion participe à la création du Akhdut Ha'avoda (« L'union du travail »), le parti sioniste marxiste qui succède au Poale sion. Il se situe plutôt à l'aile droite (réformiste) de ce parti. L'aile gauche, désignée comme « groupe de Rostov », est progressivement marginalisée.

#### Unité socialiste (1920-1930)

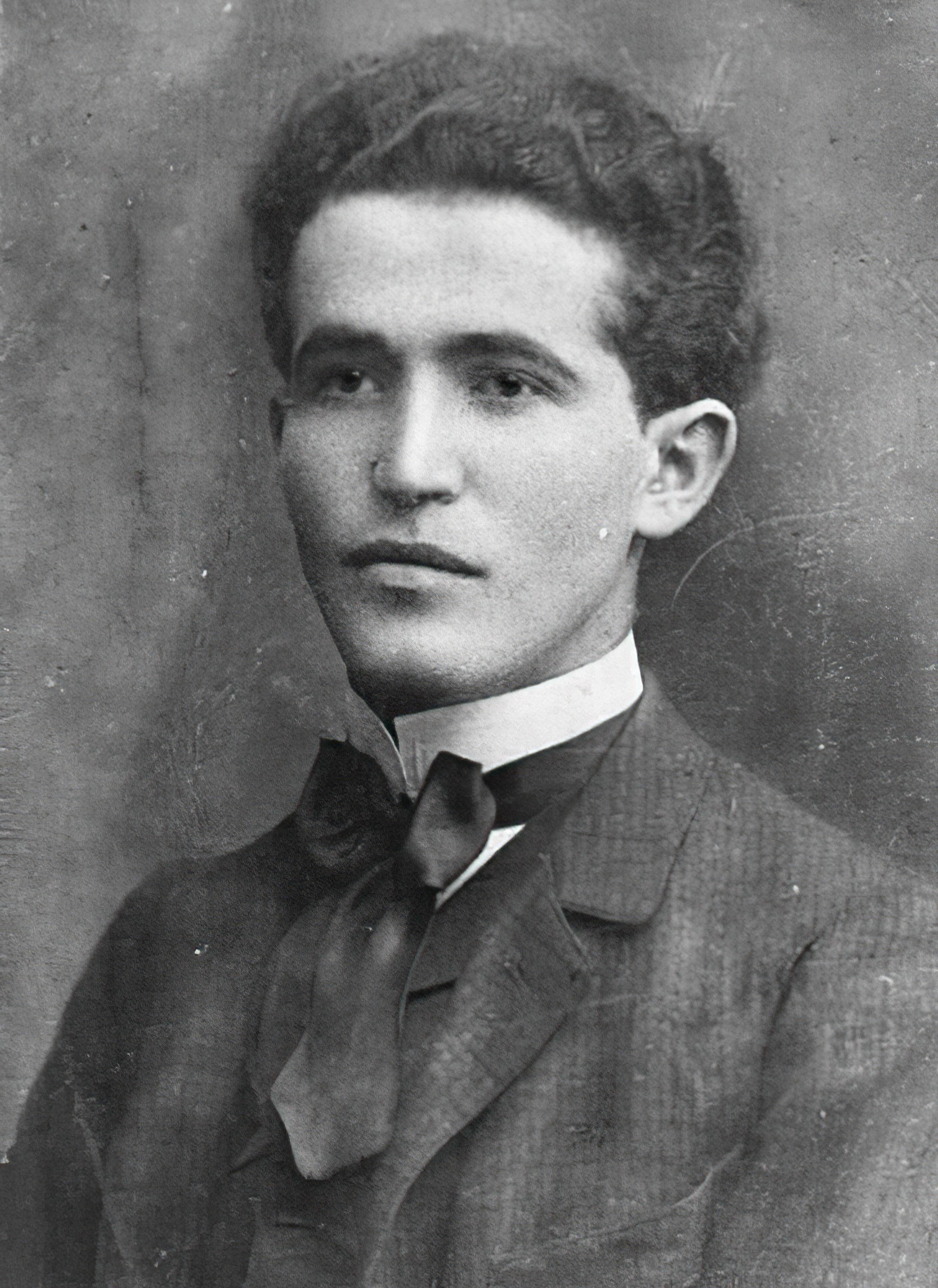
Ben Gourion dans sa jeunesse.

En 1921, Ben Gourion est élu secrétaire général de la Histadrout (« Association générale des travailleurs d'Eretz Israël »). Ce syndicat, fondé en 1920, regroupe surtout les militants des différentes factions sionistes de gauche.
La direction de Ben Gourion est reconnue comme efficace mais parfois autoritaire. À la tête de la Histadrout, il privilégie plusieurs démarches :
- développement économique du pays. La Histadrout est un syndicat classique, qui revendique au nom des salariés et parfois organise des grèves. Mais dans un pays encore largement sous-développé, la Histadrout crée aussi des emplois en développant un fort secteur d'entreprises coopératives : hevrat ovdim (association des travailleurs). Elle devient ainsi un des principaux employeurs de la Palestine mandataire ;
- unité socialiste. La Histadrout est la matrice de l'unification du Akhdut Ha'avoda et de l'autre grand parti de la gauche sioniste, le Hapoel Hatzaïr (lesquels fusionneront effectivement en 1930). Les militants des partis socialistes sionistes s'y retrouvent en effet et militent côte à côte ;
- développement nationaliste. Un des principaux dirigeants de l'aile droite du socialisme sioniste, Ben Gourion privilégie le nationalisme par rapport au projet de transformation socialiste. En particulier, Ben Gourion s'opposera toujours à ce que des travailleurs non-juifs (arabes) puissent être organisés au sein de la Histadrout. Il est également un des partisans du soutien de la gauche sioniste à Haïm Weizmann comme président de l'Organisation sioniste mondiale. Weizmann est pourtant un libéral du parti des sionistes généraux (droite modérée). Le slogan de Ben Gourion « de la classe au peuple » est symbolique de ses priorités. Il déclarait par exemple[5] :

« Le régime socialiste et la commune ne peuvent avoir aucun intérêt pour nous dans ce pays si ceux qui les appliquent ne sont pas des travailleurs juifs. Nous ne sommes pas venus ici pour organiser qui que ce soit, et nous ne sommes pas ici pour répandre l'idée socialiste auprès de qui que ce soit. Nous sommes ici pour établir une patrie de travail pour le peuple juif ; »
- auto-défense juive. La Haganah est une organisation armée clandestine chargée de la défense du Yichouv. Elle a été formée en 1920 sous l'impulsion de Vladimir Jabotinsky mais est très vite passée sous le contrôle de la Histadrout, donc de Ben Gourion (qui intervient relativement peu dans son fonctionnement quotidien).

En 1930, David Ben Gourion joue un rôle déterminant dans la fusion du Akhdut Ha'avoda et du Hapoel Hatzaïr.

#### Président de l'Agence juive (1935)
Après l'assassinat le 16 juin 1933 d'Haïm Arlozoroff, chef du département politique de l'Agence juive, Ben Gourion voit son influence encore augmenter. Il devient en 1935 président de l'Agence juive et démissionne de son poste au sein de la Histadrout. Il devient alors le principal dirigeant du Yichouv sioniste. L'alliance avec les libéraux de Weizmann est cependant poursuivie : ce dernier reste le président de l'OSM.
La même année, Ben Gourion tente de se rapprocher du Parti révisionniste de Vladimir Jabotinsky.

#### Grande révolte arabe etHaganah(1936-1939)
De 1936 à 1939, les Arabes se révoltent contre le mandat britannique. Cette révolte s'explique par le refus catégorique de voir un « foyer national juif » prévu par la déclaration britannique Balfour du 2 novembre 1917 s'installer en « terre musulmane », un des objectifs du mandat britannique en Palestine. Face au nationalisme juif naît également un nationalisme arabe, dont est issu le nationalisme palestinien actuel.
Conséquence de cette révolte, la Haganah se développe fortement. Groupe armé de défense des Juifs de Palestine, officiellement interdite par le mandat britannique à sa création puis tolérée à compter des années 1930, elle était depuis sa création en 1920 sous l'autorité de la Histadrout. Elle passe en 1931 sous la direction de l'Agence juive, ce qui signifie que son responsable politique suprême était Ben Gourion jusqu'en 1931 et qu'il le redevient en 1935.

#### Plan de partage de la commission Peel (1937)
En 1937, les Britanniques (commission Peel) envisagent de diviser la Palestine mandataire et de créer un petit État juif sur une petite partie (15 %) de celle-ci : le nord de la Palestine mandataire et une partie de la bande côtière. Malgré la taille modeste de l'État proposé, Ben Gourion s'engage en faveur du plan de partage, contre l'avis d'une partie du Mapaï (derrière Berl Katznelson et Itshak Tabenkin). Pour ce faire, il a le soutien d'Haïm Weizmann.
Mais il ne parvient que partiellement à surmonter les fortes réticences de l'OSM. Celle-ci accepte l'idée d'un partage mais refuse les frontières trop étroites proposées par les Britanniques.
Devant le manque d'enthousiasme des sionistes et devant l'hostilité des nationalistes arabes, les Britanniques abandonnent le plan Peel. Mais la réaction de Ben Gourion est révélatrice de son pragmatisme.

#### Livre blanc et rupture avec le Royaume-Uni (1939)
La grande révolte arabe de 1936-1939 en Palestine mandataire amène les Britanniques à restreindre l'immigration juive en publiant le troisième « Livre blanc » sur la Palestine en 1939 la limitant à 75 000 Juifs, pour une période de plus de 5 ans.
Ben Gourion va organiser l'opposition résolue du Yichouv à cette politique.
Une immigration illégale est mise en place autour du Mossad le'Aliyah Beth. Elle vise à amener des Juifs en Palestine mandataire.
La rupture entre les Britanniques et les projets des sionistes étant maintenant consommée, Ben Gourion et l'Organisation sioniste mondiale décident au congrès sioniste de Biltmore (en) (à New York, aux États-Unis) de 1942 de revendiquer un État juif sur toute la Palestine mandataire, impliquant le départ des Britanniques.
Dans le même temps, Ben Gourion oriente le mouvement sioniste dans un soutien résolu à l'effort de guerre contre les nazis. Des membres du Yichouv, en particulier de la Haganah s'engagent dans la « Brigade juive » sous commandement britannique. Il déclare : « Nous aiderons les Britanniques dans la guerre comme s'il n'y avait pas de Livre blanc et nous lutterons contre le Livre blanc comme s'il n'y avait pas la guerre ». En 1942, la puissance mandataire britannique était en effet elle-même menacée par les troupes de Rommel, et l'arrivée des troupes allemandes au Moyen-Orient signifiait la fin probable du Yichouv.
Si la lutte contre le nazisme est essentielle, la sécurisation du projet sioniste passe avant tout. David Ben Gourion s'accommodait même bien des mesures antisémites nazies à compter de 1933 qui lui permirent d'accueillir en Palestine des flots d'immigrants venant d'Allemagne puis d'Autriche. Il va même jusqu'à déclarer en 1938, devant le comité central du Mapai, que s'il avait le choix entre sauver la totalité des enfants juifs allemands pour les envoyer en Angleterre ou n'en sauver que la moitié pour les envoyer en Palestine, il opterait pour la dernière option. Et en 1939, devant le Congrès sioniste à Genève, il déclare que les juifs restés en Allemagne sont des couards et que les juifs palestiniens ne veulent pas être ce type de juif (« that sort of Jew »). Confronté sur toute la durée de la Seconde Guerre Mondiale, tout comme le reste des Alliés, à des informations concordantes sur un génocide des Juifs d'Europe, il n'avait pas plus que les autres mesuré sa véritable dimension, ses discours sur le sujet de la Shoah restent toujours évasifs même après-guerre. Selon le nouvel historien Tom Segev, le sentiment d'impuissance et l'ordre des priorités avaient fortement limité les tentatives d'assistance aux Juifs d'Europe (peu après les débuts de la guerre, Ben Gourion laisse en effet entendre aux dirigeants de l'Agence juive que la protection des Juifs à travers le monde est maintenant « au-dessus des capacités humaines »).

#### Durcissement des oppositions (1945-1948)
Dès mai 1944, l'Irgoun, structure armée droitière, qui est apparue en 1931 comme scission de la Haganah, jugée trop molle vis à vis des Britanniques, organisation liée au camp révisionniste, reprend les armes et commet des attentats contre les Britanniques en Palestine (attaques de postes de police, de convois militaires, de camps afin notamment de rafler des armes).
Entre 1944 et 1945, Ben Gourion organise la répression contre l'Irgoun et ses membres. Des membres de l'Irgoun sont livrés aux Britanniques. D'autres sont enlevés par la Haganah et soumis à des interrogatoires musclés, parfois à des sévices. Mais cette politique est de plus en plus impopulaire au fur et à mesure du durcissement britannique contre le sionisme.
La crise des réfugiés juifs après leur libération des camps de la mort met fin à cette attitude de l'exécutif sioniste et de Ben Gourion. Plus de 300 000 rescapés de la Shoah, considérés comme personnes déplacées (displaced persons - D.P.) par les Alliés après mai 1945, veulent quitter l'Europe pour aller en Amérique ou en Palestine mais les Britanniques s'y opposent. Cette politique, qui est incomprise par l'opinion publique, entraîne la colère du Yishouv.
À partir de 1945, Ben Gourion réoriente la politique de l'Agence juive et de la Haganah dans un sens plus anti-britannique. Si les actions sanglantes de l'Irgoun (et de sa dissidence créée en 1941, le Lehi) continuent à être condamnées, la Haganah participe maintenant à des sabotages (normalement sans morts) contre les Britanniques. Ben Gourion organise grèves et sabotages, tout en renforçant la Haganah par une politique d'achats d'armes en Europe, notamment en France et en Tchécoslovaquie.
Parallèlement, Ben Gourion et la Haganah développent massivement l'immigration clandestine (Aliyah Beth). Des dizaines de milliers de réfugiés parviennent à pénétrer dans le pays, mais des dizaines de milliers d'autres sont arrêtés par les Britanniques et enfermés dans des camps d'internement pour réfugiés juifs à Chypre ou en Allemagne, provoquant une forte sympathie internationale. Le sommet de cette crise des réfugiés sera atteint avec l'odyssée du cargo parti de Sète, Exodus, transportant plus de 4 000 personnes et qui sera obligé de ne pas accoster en Palestine par les Britanniques.
Au cours du premier trimestre 1947, les Britanniques, qui ne maîtrisent plus la situation, décident de rendre leur mandat sur la Palestine à l'ONU. Celle-ci décide d'abord l'envoi d'une mission qui se rend sur place et rend un rapport favorable au partage de la Palestine entre Juifs et Arabes.

### Création de l'État d'Israël (1948-1949)
La grande majorité des Arabes a refusé le partage prévu par le vote de l'O.N.U. le 29 novembre 1947, prévoyant un Etat juif, un Etat arabe et une zone internationale autour de Jérusalem et Bethléem . À compter de décembre 1947, une guerre civile entre Juifs et Arabes de Palestine éclate, sous l'œil passif des Britanniques, qui quittent finalement la Palestine le 15 mai 1948, au lendemain de la création de l'Etat d'Israël le 14 mai 1948 par David Ben Gourion, proclamée au sein d'une salle du Musée des Beaux Arts de Tel Aviv, en tant que président du Yishouv .

#### Unité de l'armée (printemps-été 1948)
Ben Gourion dirige la défense du Yichouv. En mars 1948, une crise l'oppose à la direction de la Haganah : Ben Gourion veut une offensive que cette organisation armée ne s'estime pas capable de mener. Ben Gourion s'impose malgré les menaces de démissions et l'offensive réussit.
Le 26 mai 1948, par l'ordonnance no 6 du gouvernement de l'État d'Israël, Ben Gourion crée les forces de défense d'Israël - en initiales hébraïques : Tsahal, qui regroupe les forces du Palmach, de la Haganah, de l'Irgoun et du Lehi. Pendant l'été, une nouvelle crise éclate, contre l'Irgoun cette fois. L'Irgoun avait maintenu ses unités au sein de Tsahal. Mais Ben Gourion ne voulait pas d'unités politisées. Profitant d'une tentative de l'Irgoun de faire rentrer des armes dans le pays, Ben Gourion fait tirer sur le bateau transportant ces armes, l'Altalena. Il y a 18 morts : 16 membres de l'Irgoun, 2 soldats de Tsahal. Ben Gourion accuse l'Irgoun et son chef, Menahem Begin, de préparer un coup d'État. Toutes les unités constituées de l'Irgoun - sauf celles implantées à Jérusalem et dans les villes limitrophes - sont dissoutes.
En juin-juillet, Ben Gourion décide aussi de dissoudre le Palmach, unité d'élite créée par la Haganah en 1941, dont les officiers étaient considérés comme trop liés à un parti, le Mapam, organisation opposée au parti de David Ben Gourion. Les anciens membres du Palmach s'intègrent dans la nouvelle armée israélienne.
Ben Gourion a imposé son autorité sur les anciens groupes sionistes armés et les a fondus dans une armée unique.

#### Proclamation de l'indépendance (14 mai 1948)

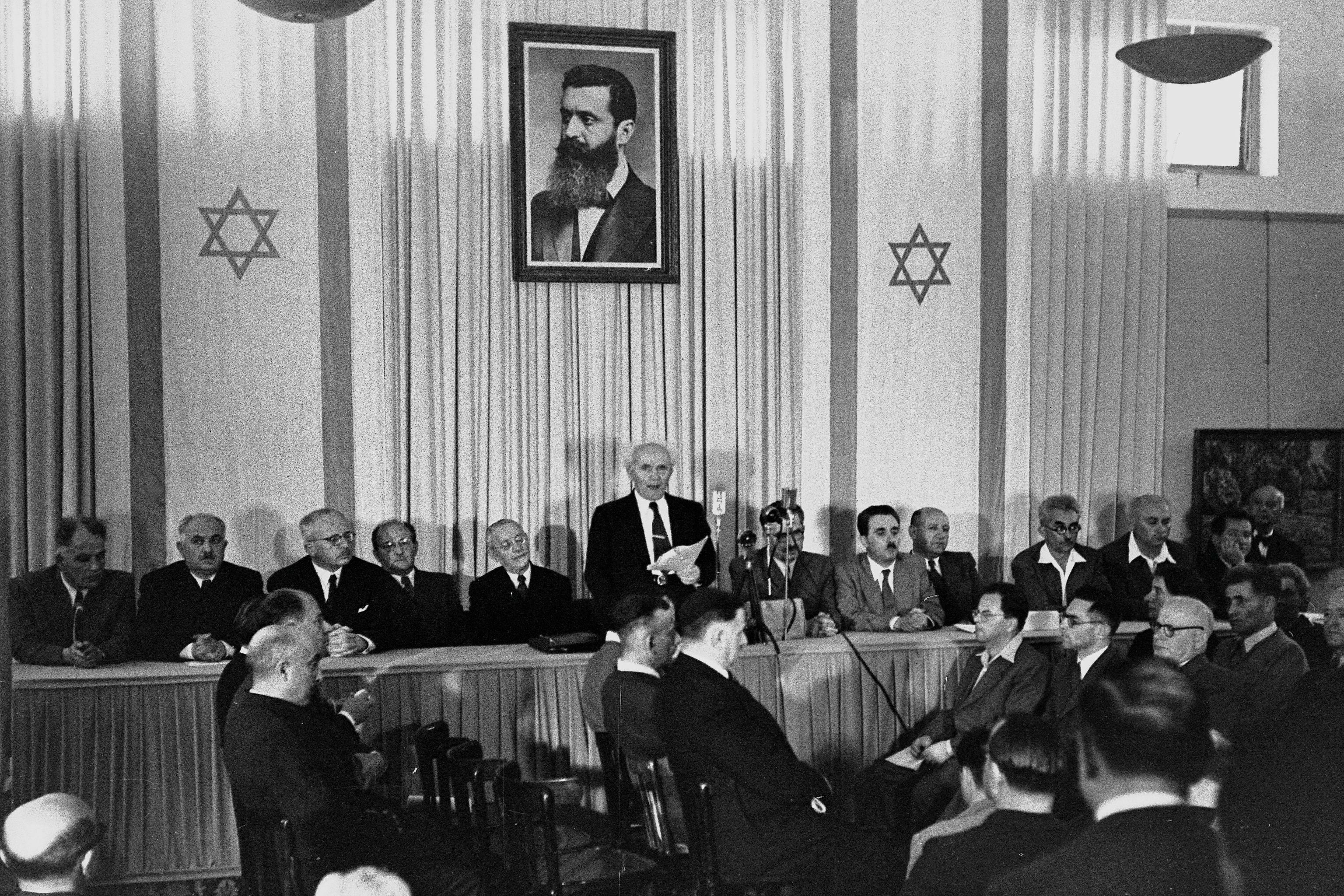
Déclaration d'indépendance de l'État d'Israël.

Le 14 mai 1948 (un jour avant le départ des Britanniques, afin de respecter le Shabbat), vers 16 heures, David Ben Gourion lit à Tel-Aviv dans l'enceinte du Musée des Beaux Arts et au nom du futur gouvernement provisoire israélien, la déclaration d'indépendance de l'État d'Israël.

#### Expulsion et massacres des Palestiniens
Il a existé une controverse quant à l'exode palestinien durant la guerre d'indépendance. Selon Benny Morris, David Ben Gourion a clairement pesé pour l'expulsion des Arabes palestiniens lors de la guerre. Il affirme : « Ben Gourion voulait clairement que le moins d'Arabes possible demeurent dans l'État juif. [...] Mais aucune politique d'expulsion n'a jamais été énoncée, et Ben Gourion s'est toujours abstenu d'émettre des ordres d'expulsion clairs ou écrits ; il préférait que ses généraux « comprennent » ce qu'il souhaitait les voir faire. ». Ces expulsions sont préparées dès 1937 par des plans successifs dont la version finale qui a été appliquée est le plan D. Selon d’autres historiens, les intimidations et les massacres étaient prévues pour faire fuir les Arabes ; il y avait même une organisation qui fournissait des bus aux Palestiniens au moment de leur départ, et des bulldozers arrivaient dès leur départ pour raser leurs maisons, ; Ilan Pappé et plusieurs historiens à sa suite qualifient cette expulsion et ces destructions de nettoyage ethnique organisé, les uns pour le justifier, les autres pour le critiquer (voir Le Nettoyage ethnique de la Palestine).
Pour empêcher leur retour, Ben Gourion et son futur chef d’état-major Yigaël Yadin mettent sur pied l'opération « Répands ton pain » qui consistait à empoisonner les puits de villages palestiniens pour empêcher tout retour des Palestiniens après leur expulsion.
Le gouvernement et Ben Gourion étaient au courant des dizaines de massacres commis par la Haganah et les milices juives, puis par les forces de défense israéliennes, qui étaient discutés à chaque conseil des ministres. Alors que certains ministres parlent d’un « effondrement des valeurs morales », Ben Gourion tergiverse ; lorsqu’un comité d’enquête est finalement nommé, il dispose de tellement peu de moyens qu’il ne fait rien, et il est dissous au bout d’une semaine.

#### Lettre dustatu quo(1947)
Une divergence importante oppose historiquement les ultra-orthodoxes juifs (haredim) et les sionistes. Les haredim n'acceptent pas l'idée d'un État juif non religieux imposé par des laïcs avant la venue du Messie. Ben Gourion ne veut pas d'une opposition religieuse à l'existence de l'État et va négocier un compromis.
En 1947, lors de l'enquête du comité spécial de l'ONU (UNSCOP) sur la création d'un État juif menée à compter de mars 1947, Ben Gourion négocie avec l'Agoudat Israel, le parti politique (non-sioniste) des ultra-orthodoxes. Ceux-ci acceptent de ne pas prendre position contre la création de l'État juif (mais ne le soutiennent pas), en échange d'un courrier dit du statu quo, signé par les représentants sionistes (de gauche, du centre ou sionistes généraux et sionistes religieux), qui s'engagent à :
- réserver aux tribunaux rabbiniques la gestion du statut personnel des Juifs (mariages et divorces, en particulier) ;
- protéger les institutions autonomes de l'Agoudat (en particulier dans le domaine éducatif) ;
- faire en sorte que l'État favorise la pratique des commandements divins.

Sous la direction de Ben Gourion, l'État exonèrera peu après , dès 1950, les ultra-orthodoxes du service militaire.
La lettre du statu quo et l'exemption du service militaire sont encore aujourd'hui la base de l'actuelle politique israélienne vis-à-vis des Juifs ultra-orthodoxes, quoiqu'une loi de 2014, validée par la Cour suprême, ouvre la voie à leur conscription.

### Premier ministre (1948-1963)
À part une interruption entre 1954 et 1955, Ben Gourion occupe le poste de Premier ministre, à partir du 17 mai 1948 (officieusement) ou du 25 février 1949 (officiellement)[réf. nécessaire] au 26 juin 1963.

#### Nouvelle République (1948-1954)

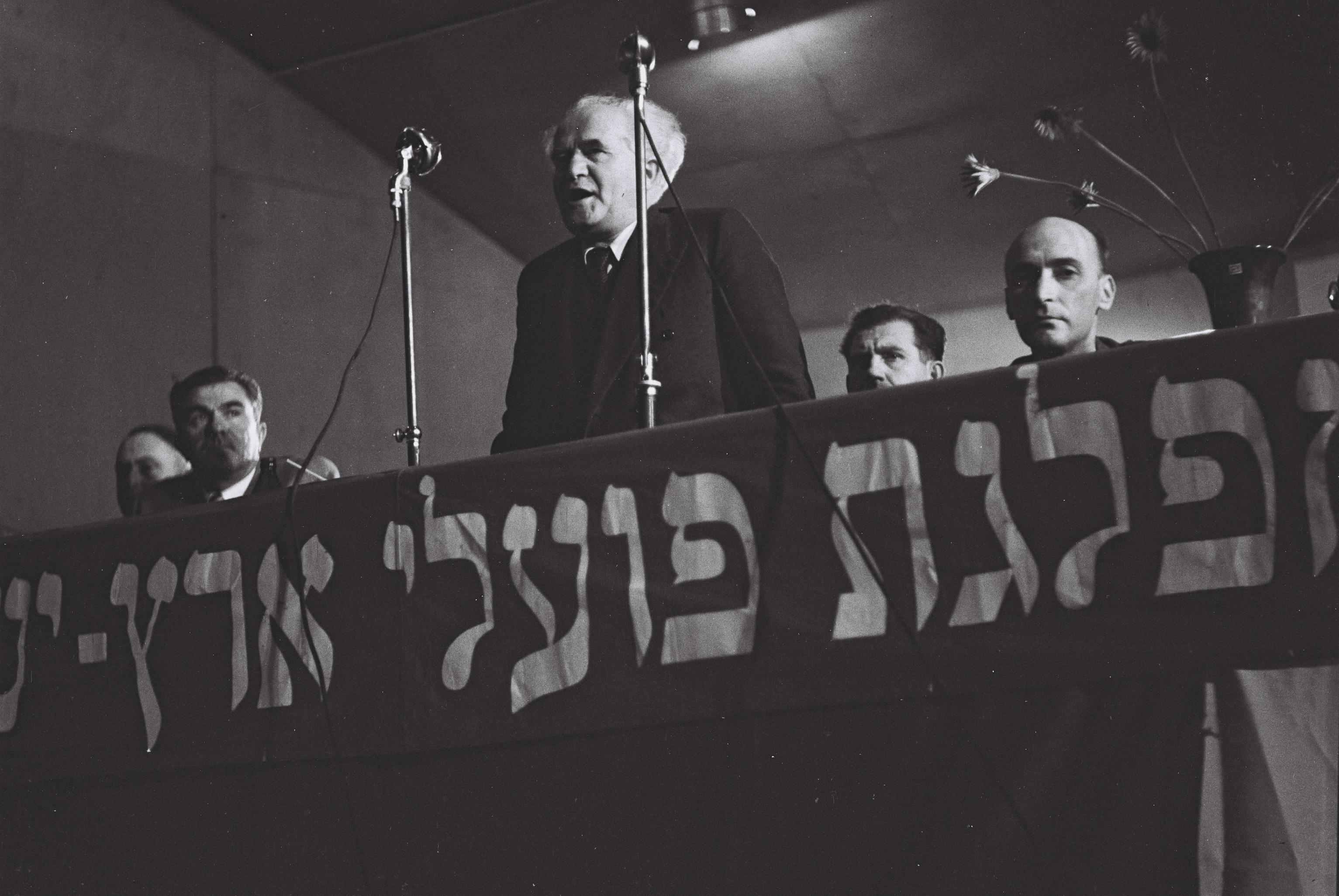
Ben Gourion en campagne électorale pour le Mapaï, début 1949.

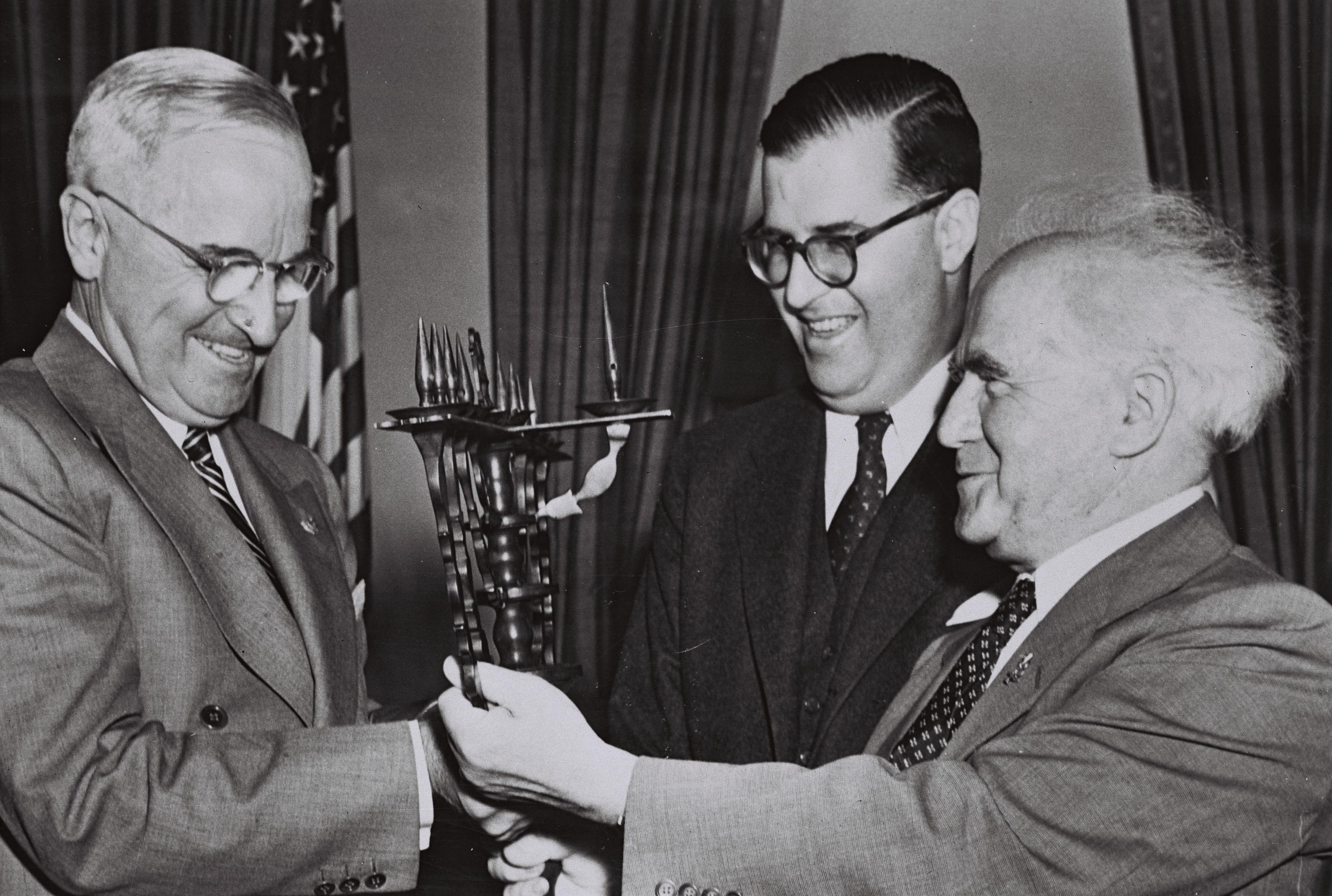
David Ben Gourion et l'ambassadeur israélien Abba Eban dans le bureau ovale, avec le président américain Harry S. Truman, en 1951.

Cette période est marquée par un afflux considérable de réfugiés juifs. La population juive de l'État double pour atteindre près de 1,3 million de personnes qui font leur Alya.
Face à certains qui voulaient limiter les entrées pour permettre de mieux les absorber, Ben Gourion s'oppose à cette idée et favorise au contraire une politique d'immigration maximum. C'est ce qui sera nommé "le Plan Un million" (en hébreu : תוכנית המיליון ; Tokhnit hamillion), un plan logistique pour l'immigration et l'absorption d'un million de Juifs d'Europe, du Moyen-Orient et d'Afrique du Nord en Palestine mandataire, dans un délai de 18 mois, afin d'établir un État sur ce territoire si possible dès 1944 . Il est devenu la politique officielle de la direction de l’État et de l'Agence juive pour Israël en 1948.
Environ 150 000 des nouveaux immigrants sont des rescapés de la Shoah. Mais plus de 600 000 arrivants sur trois ans sont constitués de réfugiés juifs sépharades des pays arabes, ce qui est une relative nouveauté pour un Yichouv jusqu'alors constitué à 80 % d'Ashkénazes d'origine européenne. Leur intégration sera difficile compte tenu d'un niveau de formation très bas, et beaucoup considèrent que c'est un des plus graves échecs de Ben Gourion. Dans les années 1970, les Séfarades se retourneront contre les travaillistes, en leur reprochant leur intégration imparfaite dans le nouvel État et voteront en masse pour la droite sioniste qui arrivera au pouvoir aux élections législatives israéliennes de juin 1977.
L'autre grand sujet de l'époque est la politique de défense. Sur ce plan, Ben Gourion, qui conserve le portefeuille de la défense, défend plusieurs axes :

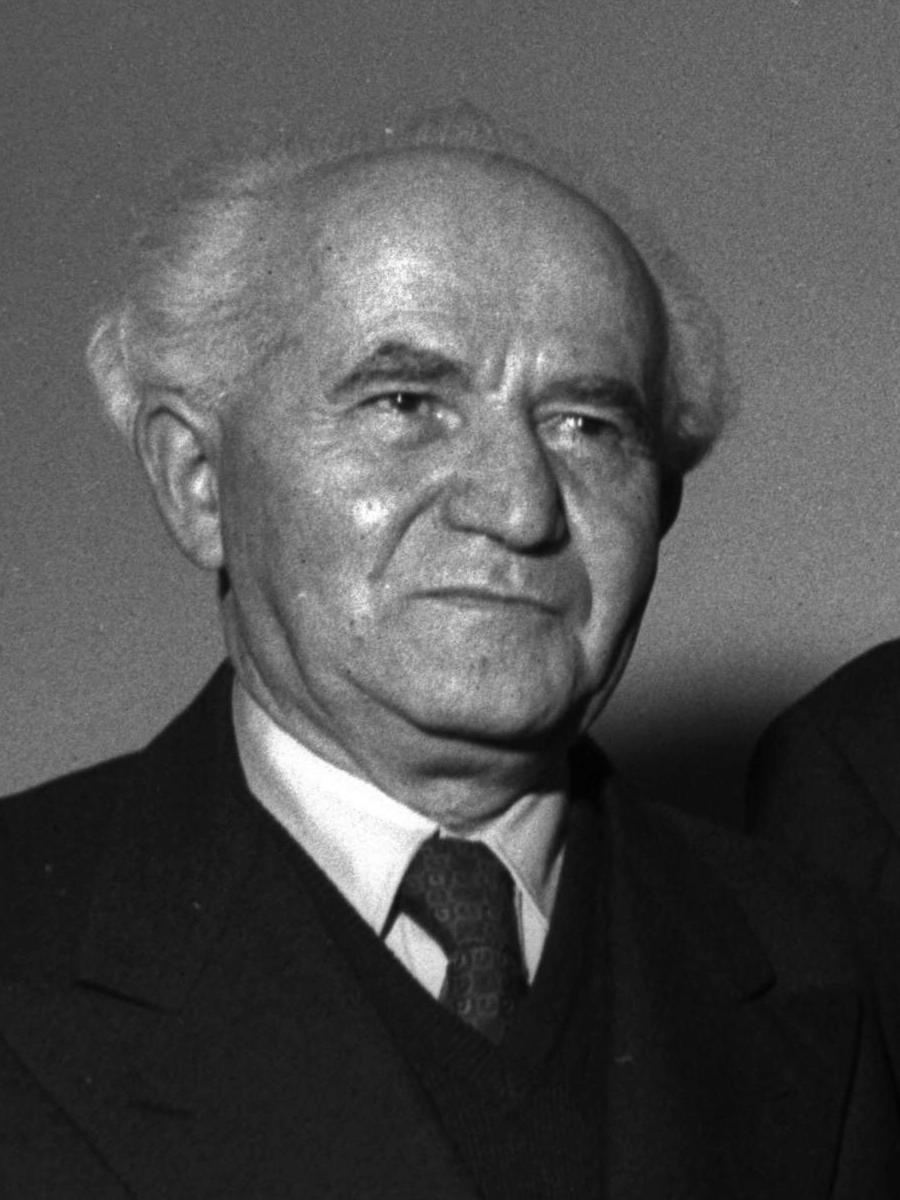
Ben Gourion en 1952.

- Ben Gourion en 1952.Une riposte forte pour toute attaque extérieure. Les attentats pratiquées par des Arabes sont assez nombreux, souvent (mais pas toujours) soutenus par les services de sécurité des pays arabes limitrophes. Ben Gourion favorise une politique de représailles parfois sanglante, ce qui lui vaut des critiques jusqu'au sein du gouvernement (celles de Moshé Sharett, son futur successeur, en particulier).

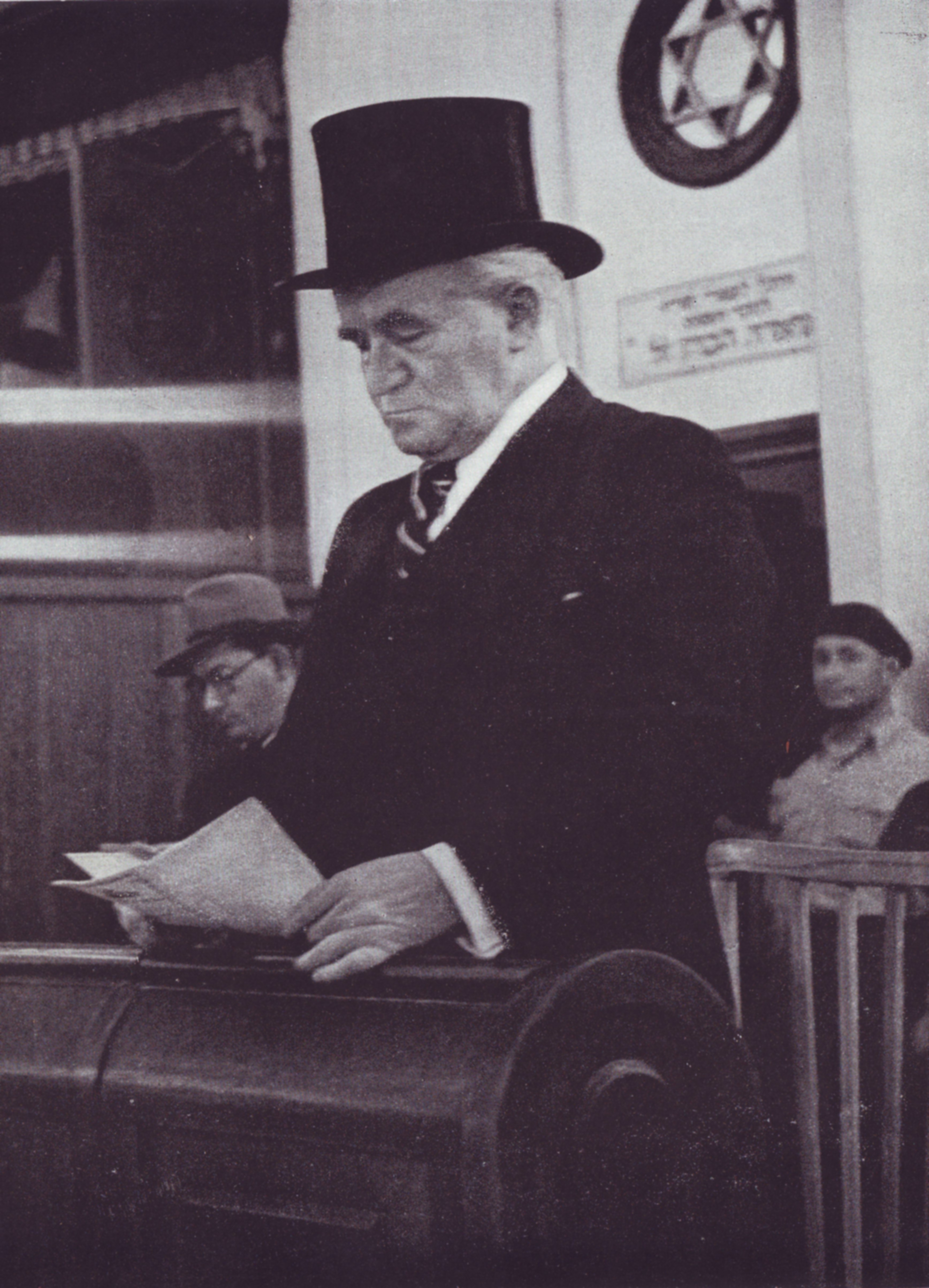
David Ben Gourion en tant que Premier ministre lors d'une prière le Jour de l'indépendance dans la synagogue Yeshurun à Jérusalem, 1950-52.

- L'alliance avec l'Occident en général et la France en particulier. Des tendances pro-soviétiques existent au sein de la gauche sioniste (Mapam). Ben Gourion impose contre ces tendances un solide ancrage occidental. Plus particulièrement, les années 1950 sont celles de l'alliance privilégiée avec la France, notamment sur le plan militaire (fourniture d'armes par la France et formation en France de cadres militaires de l’État d'Israël). De plus , le David Ben Gourion en tant que Premier ministre lors d'une prière le Jour de l'indépendance dans la synagogue Yeshurun à Jérusalem, 1950-52.lancement d'un programme nucléaire se fera avec le concours également de la France, qui conduira à la centrale nucléaire de Dimona, matrice de la bombe atomique israélienne.
- Le refus de reconnaître la ligne d'armistice de 1949 comme les frontières définitives de l'État. Il refuse notamment de se contenter d'une Jérusalem divisée.

En 1951, dans une interview avec une journaliste suédoise, Ben Gourion déclare sa vision pour l'avenir : 

« Plus que tout, l'humanité a besoin en ce moment de paix, de coopération et d'amitié entre les peuples. La véritable amitié prospérera uniquement sur la base de la reconnaissance mutuelle. »

#### Semi-retraite (1954-1955)
En octobre 1953, Ben Gourion donne l'ordre de mener l'opération Shoshana qui aboutit au massacre de Qibya[réf. nécessaire].
Fin 1953, il annonce son intention de se retirer du gouvernement et de s'installer au kibboutz Sde Boker, dans le Néguev israélien. En fait, il n'abandonne pas complètement ses obligations gouvernementales, même s'il réside au kibboutz toute l'année de 1954.
Ben Gourion a laissé le pouvoir à Moshé Sharett. Il a cependant lui-même désigné le ministre de la Défense, Pinhas Lavon, et le chef d'état-Major, Moshé Dayan, sur lesquels Sharett aura du mal à s'imposer. Ben Gourion continue donc à avoir un rôle important, quoique officieux, sur les décisions prises.

#### Retour au pouvoir (1955-1963)

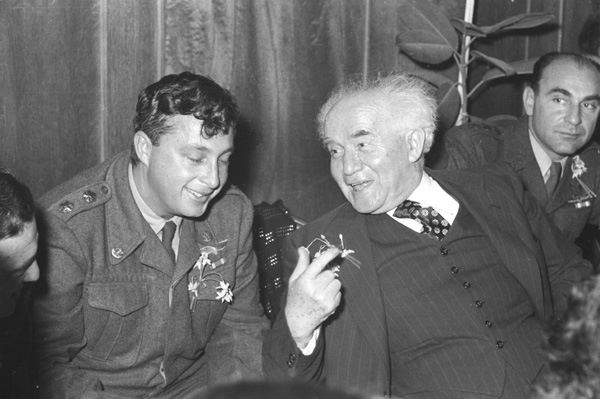
David Ben Gourion et Ariel Sharon en 1956.

Ben Gourion revient au pouvoir en 1955, après les élections qui suivent le fiasco de « l'affaire Lavon » (des attentats anti-occidentaux organisés par des agents israéliens en Égypte, et visant à discréditer le régime égyptien). Il présente son nouveau gouvernement le 2 novembre 1955.
Il organise la guerre du Sinaï de 1956 contre l'Égypte, en réponse aux menaces égyptiennes de détruire Israël, et au blocus égyptien contre le port israélien d'Eilat.
Il élabore avec l'état-major de l'armée israélienne le « plan Taupe » : il était prévu d’exploiter une future guerre avec la Jordanie pour vider la région du Triangle de sa population arabe en perpétrant des massacres de civils afin de pousser les survivants à fuir. Le plan ne sera jamais réellement mis en œuvre mais conduira tout de même au massacre de Kafr Qassem au cours duquel une unité de Tsahal exécutera 48 civils arabes israéliens, dont 15 femmes et 11 enfants, le 29 octobre 1956,.
La guerre est un succès militaire : le Sinaï est occupé et Ben Gourion envisage de le conserver. Mais l'opposition des États-Unis et de l'Union soviétique à l'opération israélo-franco-britannique ramène au statu quo : sous la pression des États-Unis, le Sinaï est restitué à l'Égypte au début de 1957, en échange d'une détente de la situation sécuritaire et de la levée du blocus d'Eilat. Cette détente dure une dizaine d'années, jusqu'à la guerre des Six Jours de 1967.

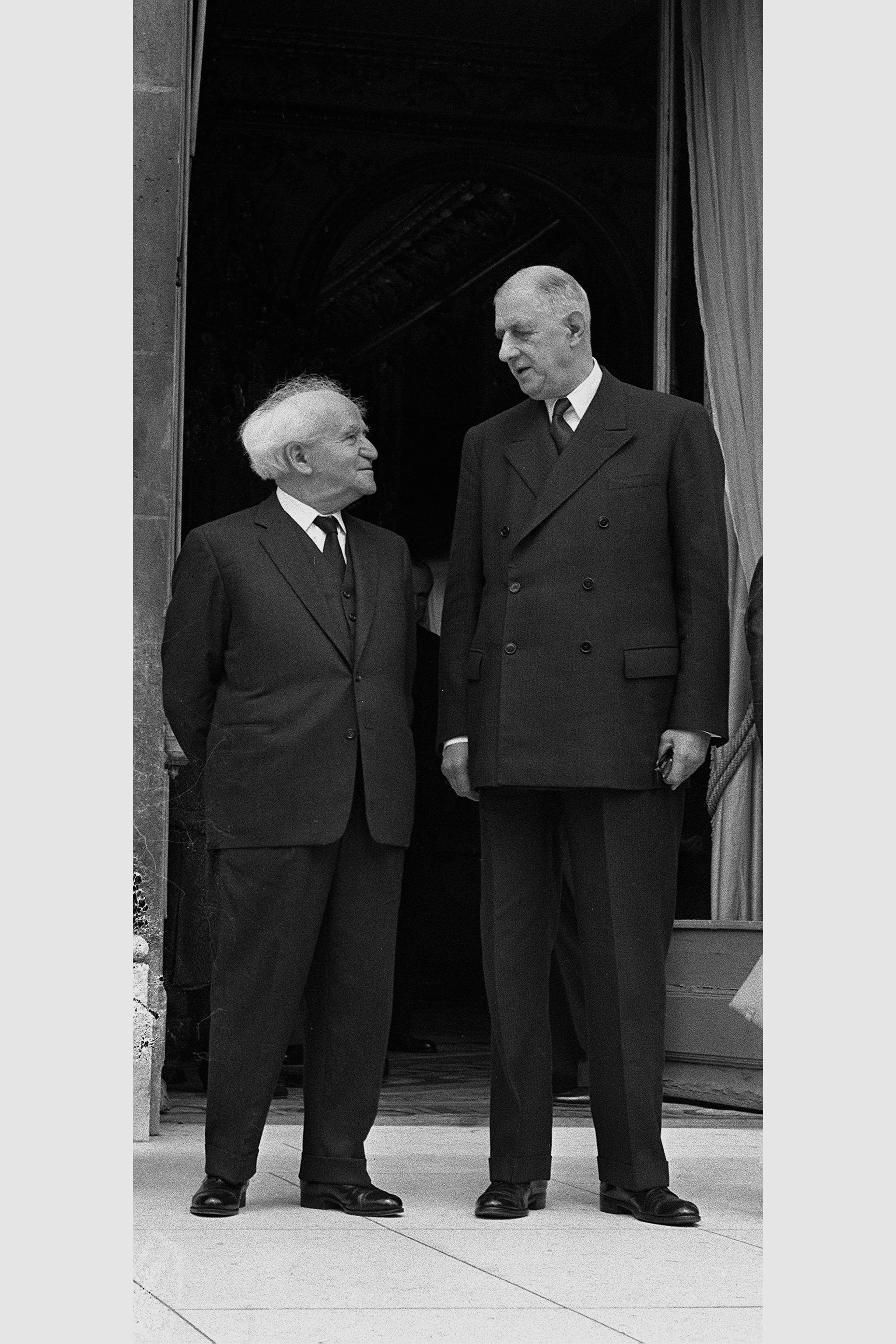
David Ben Gourion et Charles de Gaulle en 1960.

Il privilégie le rapprochement avec la Turquie qu'il visite secrètement en 1958 à l'invitation du Premier ministre turc de l'époque Adnan Menderes. Pendant cette visite, un accord sur la coopération économique et militaire est signé entre les deux pays.
En 1963, Ben Gourion démissionne de nouveau, du fait des suites de l'« affaire Lavon ».

### Dernières années (1963-1973)

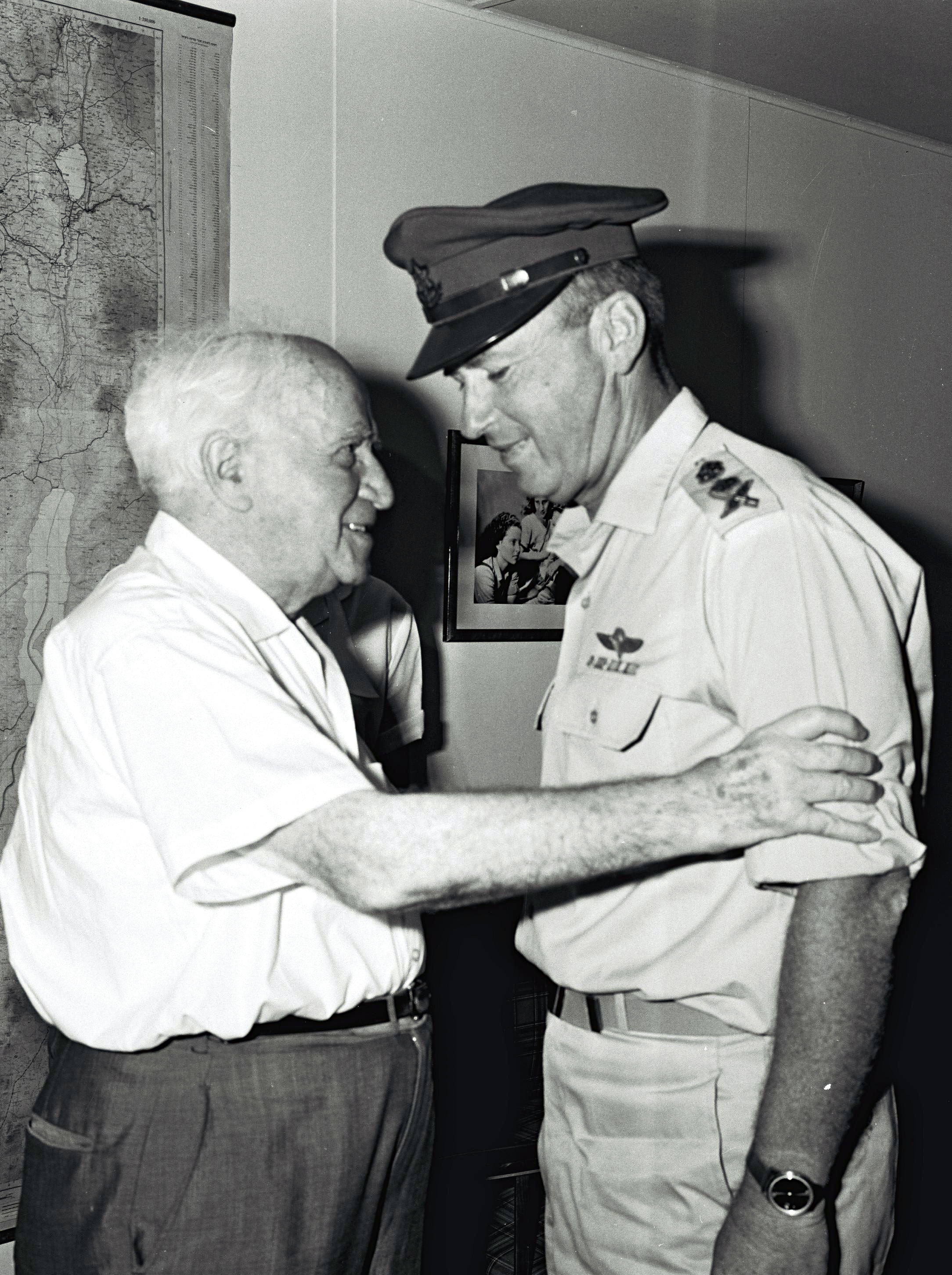
Avec Yitzhak Rabin en 1966.

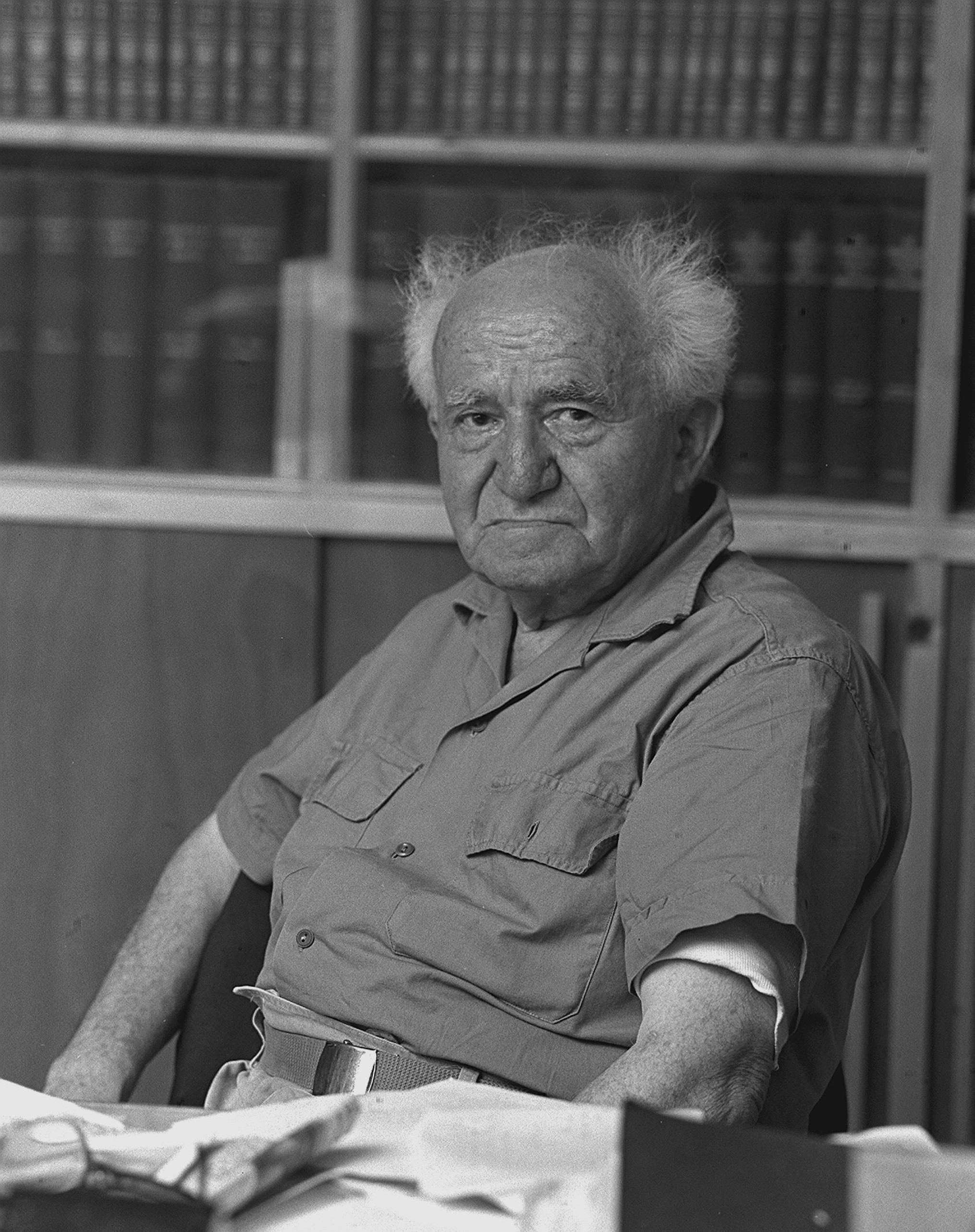
David Ben Gourion en 1968.

Marginalisé au sein du Mapaï, il crée en 1965 le Rafi. Cette création est un échec partiel. Le parti obtient 7,9 % et 10 sièges aux élections de 1965. Ce score est insuffisant pour permettre à Ben Gourion de revenir au pouvoir.
En 1968, il accepte la réunification du Rafi avec le Mapaï et Achdut Ha'avoda, une autre dissidence du Mapaï, qui datait, elle, de 1944. Cette réunification reconstitue le Mapaï dans son périmètre politique de 1930 mais sous le nouveau nom de Parti travailliste.
Ben Gourion reste membre de la Knesset jusqu'en 1970.
Il prend sa retraite à 84 ans et meurt en 1973. Il est enterré au Kibboutz de Sdé-Boker, dans le cadre grandiose d'un canyon du Néguev.

## Détail des fonctions
- Du 14 au 16 mai 1948 : chef de l'État d'Israël (provisoire)
- Du 17 mai 1948 au 26 janvier 1954 : Premier ministre
- Du 1er novembre 1950 au 26 janvier 1954 : ministre de la Défense
- Du 14 août 1952 au 24 décembre 1952 : ministre des Transports
- Du 21 février 1955 au 26 juin 1963 : ministre de la Défense
- Du 3 novembre 1955 au 26 juin 1963 : Premier ministre

## Profil et personnalité

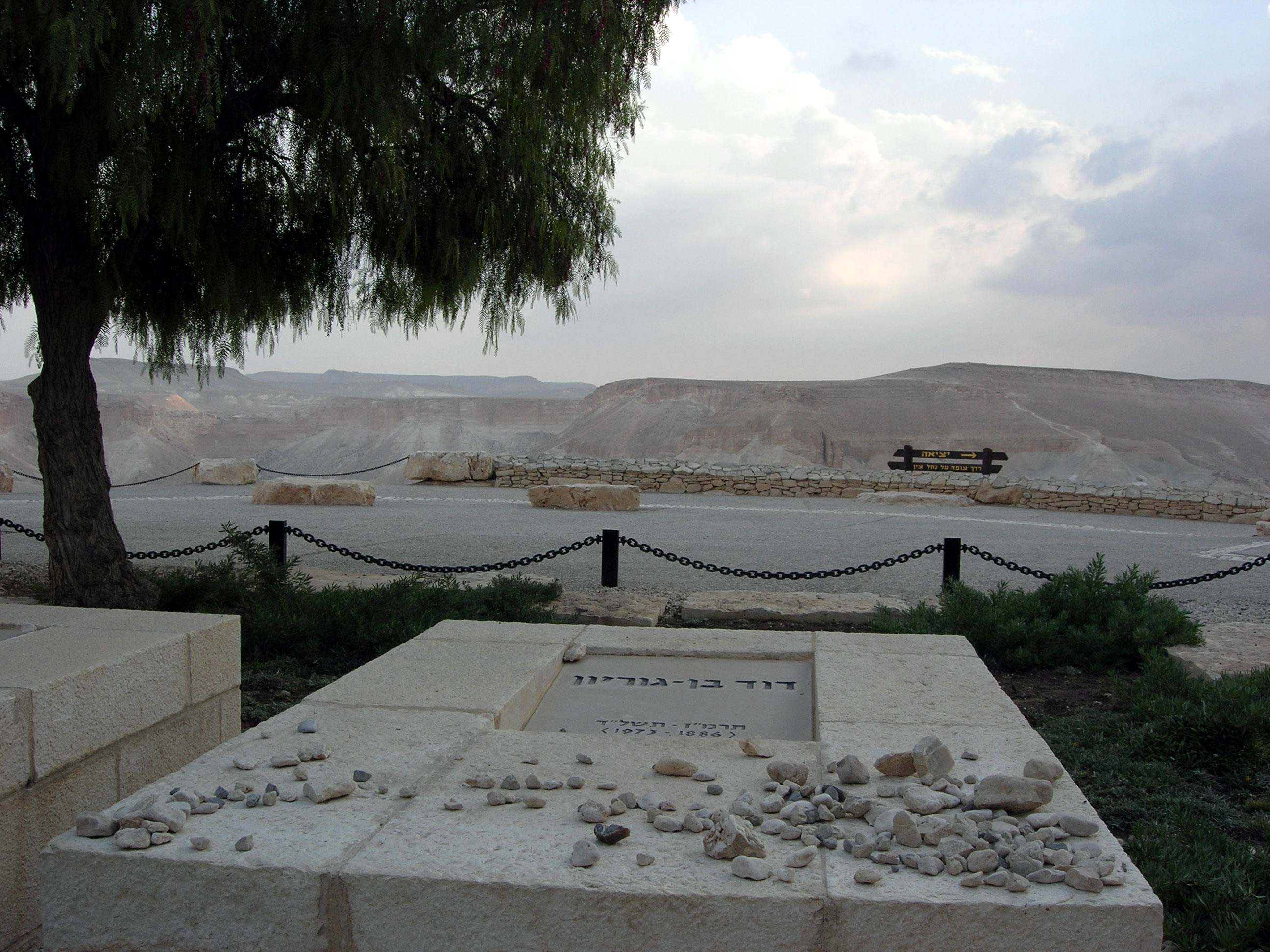
Tombe de David Ben Gourion dans le kibboutz de Sde Boker, dans le Néguev.

David Ben Gourion était un brillant orateur. De petite taille (moins d'un mètre soixante, comme un de ses opposants célèbres, Yitzhak Shamir), il avait un fort charisme personnel.
Gros travailleur, autoritaire, c'était aussi un énorme lecteur. Sa bibliothèque comptait une vingtaine de milliers de livres. Ben Gourion apprit ainsi le grec classique pour pouvoir lire Platon dans le texte. Son journal personnel compte des centaines de milliers de pages. Une grande partie (période 1905-1960) en a été traduit en français en 2012. Il y décrit notamment la création de l'État d'Israël de 1947-1948.
En 1966, l'historien Michel Bar-Zohar écrit « David Ben Gourion est un homme solitaire. Il est plus facile de l'admirer que de l'aimer. Il ignore le geste humain, le sourire chaleureux, le mot amical. Il ne sait pas extérioriser ses sentiments. […] ses ennemis sont légion, de gauche et de droite. […] Lui aussi sait haïr, avec ténacité, avec passion, jusqu'au bout. Sa haine contre les Etzel (Irgoun) et son chef, Begin, est tenace ». Ben Gourion est ainsi resté célèbre pour refuser presque systématiquement d'appeler Menahem Begin par son nom. À la Knesset, il utilisait des périphrases comme « l'homme qui est assis à la droite du député Baer ».
Ben Gourion a été élu par le magazine Time comme l'une des 100 plus importantes personnalités ayant influencé le XXe siècle.
Ben Gourion est un juif non-pratiquant et s'est rarement rendu dans une synagogue au cours de sa vie ; c'est donc un homme laïc, qui considère le principe de séparation de l'Eglise et de l'Etat comme essentiel (il refusait, par exemple, que les séances de la Knesset soient ouvertes par la prière d'un rabbin). Il admire le modèle américain et la façon dont les États-Unis se sont construits.
Il adhère de ce fait à l'esprit des pionniers (c'est-à-dire, celui des habitants des kibboutz) et au mythe du melting-pot ; il rêve du mélange de tous les immigrés venant en Israël et de l'agrégation des cultures pour former un « homme » nouveau, les immigrants en Palestine devant ainsi oublier d'où ils viennent tout comme il a lui-même oublié sa polonité en abandonnant son nom de naissance.

## Vie privée

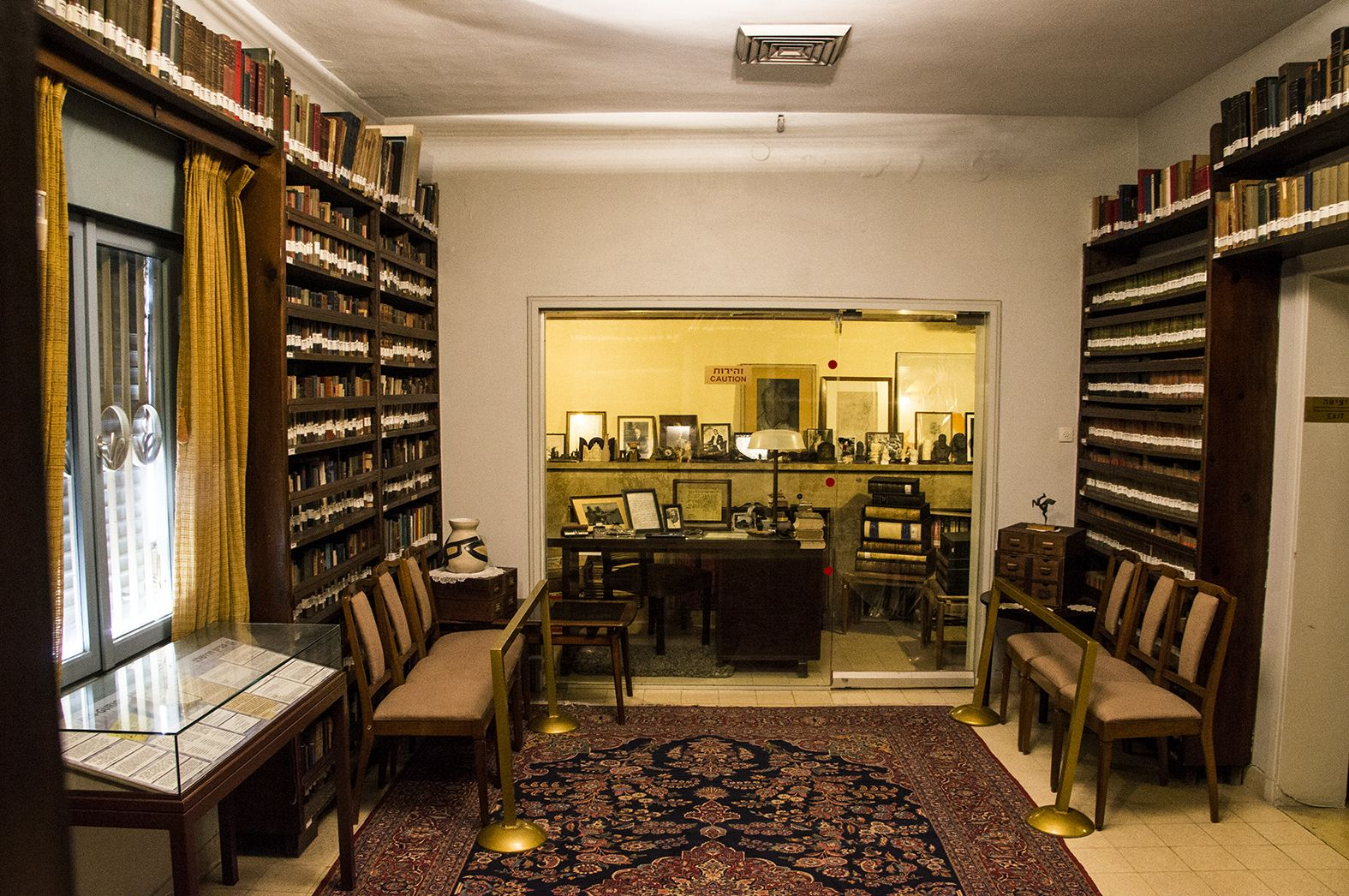
Bureau de sa maison à Tel Aviv.
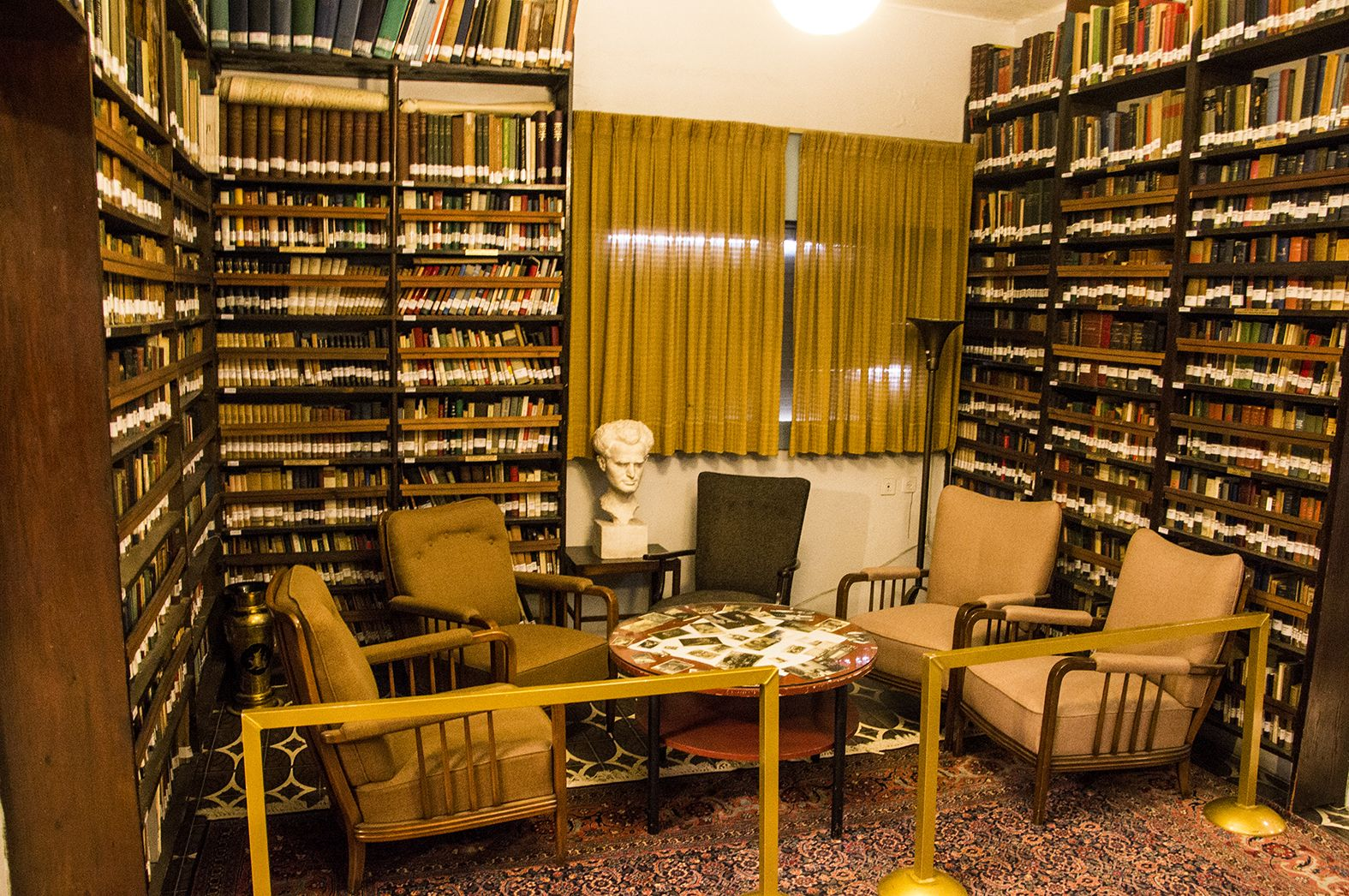
Une partie de sa bibliothèque privée.
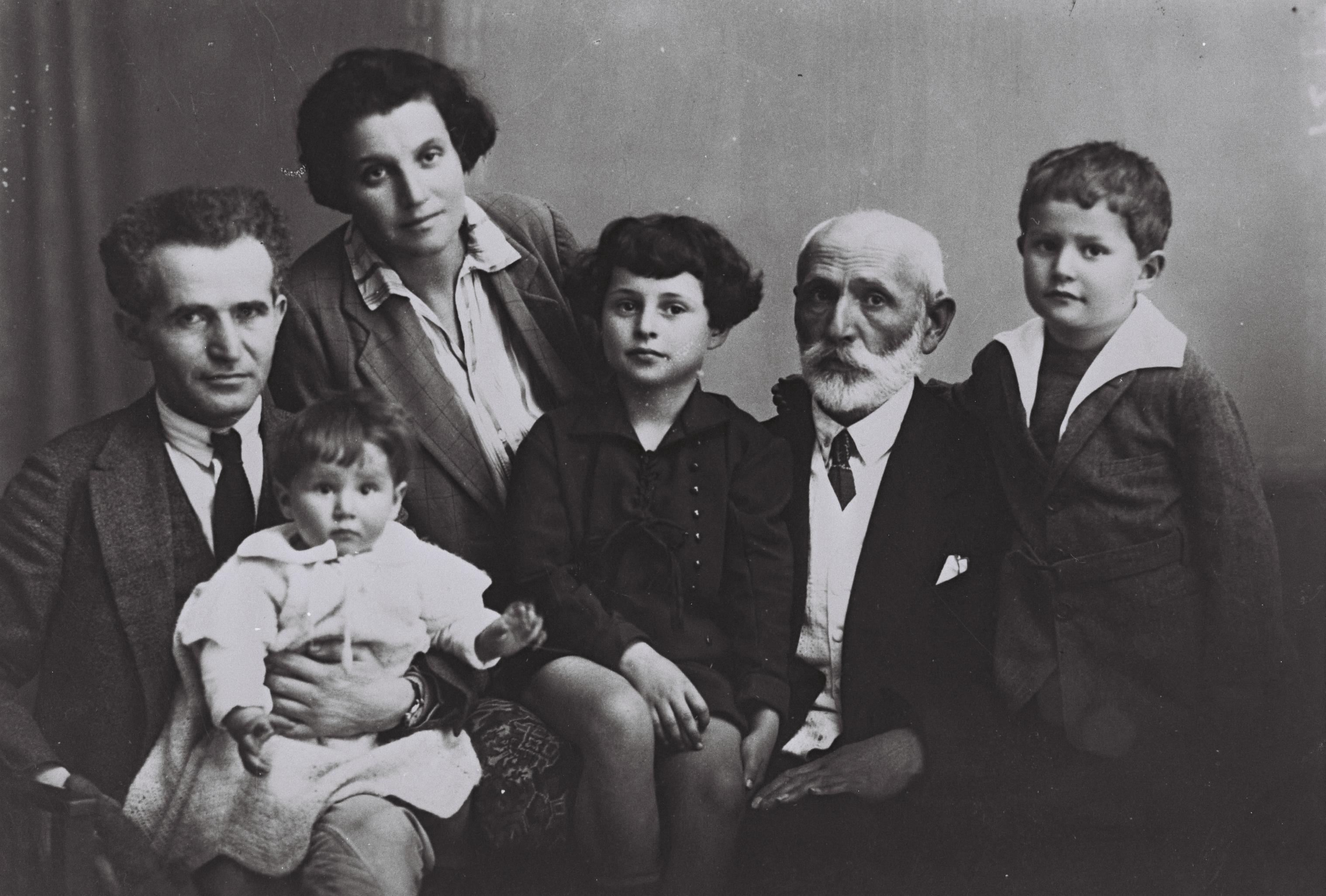
En famille (1929).
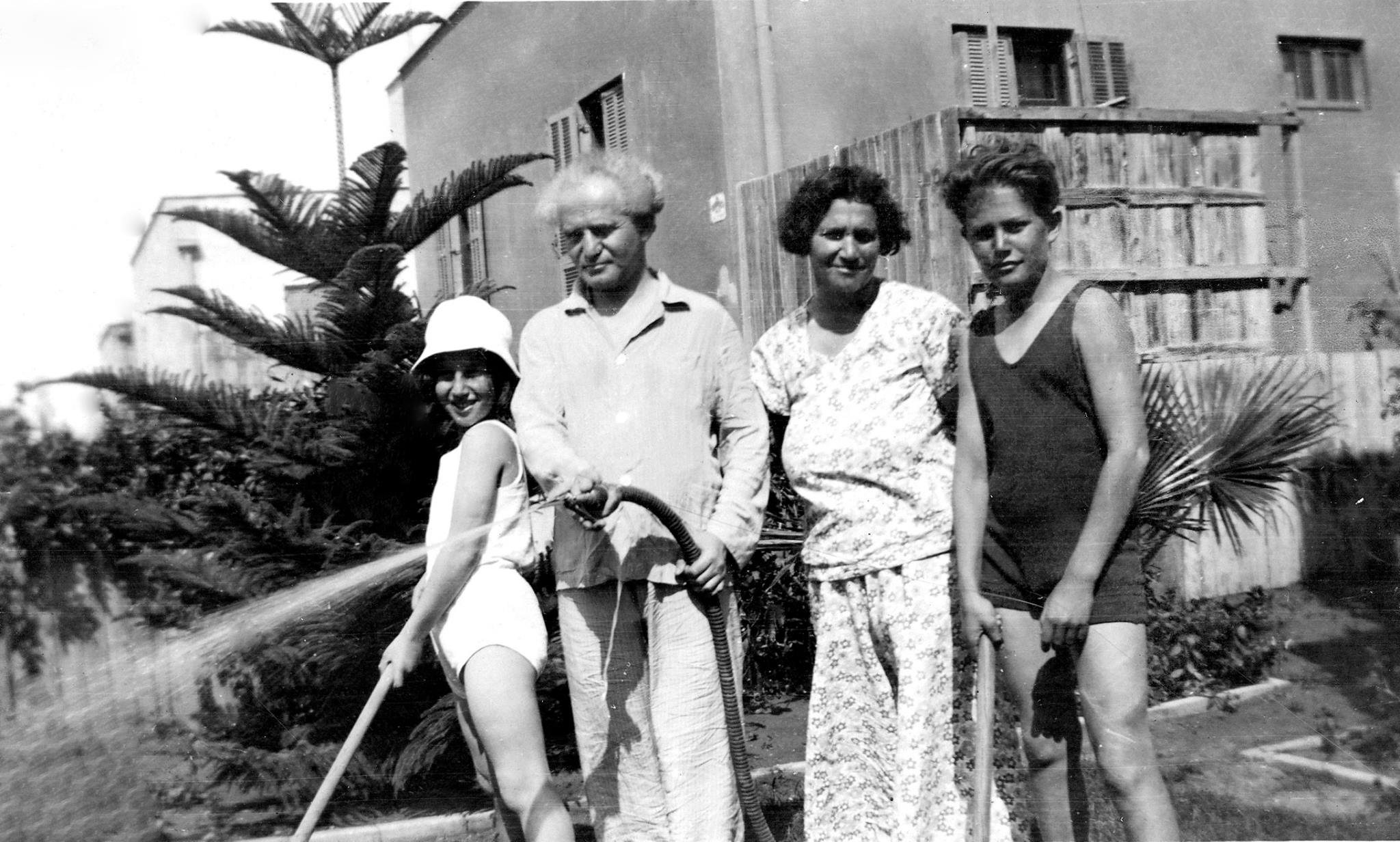
En famille (années 1930).

## Publications

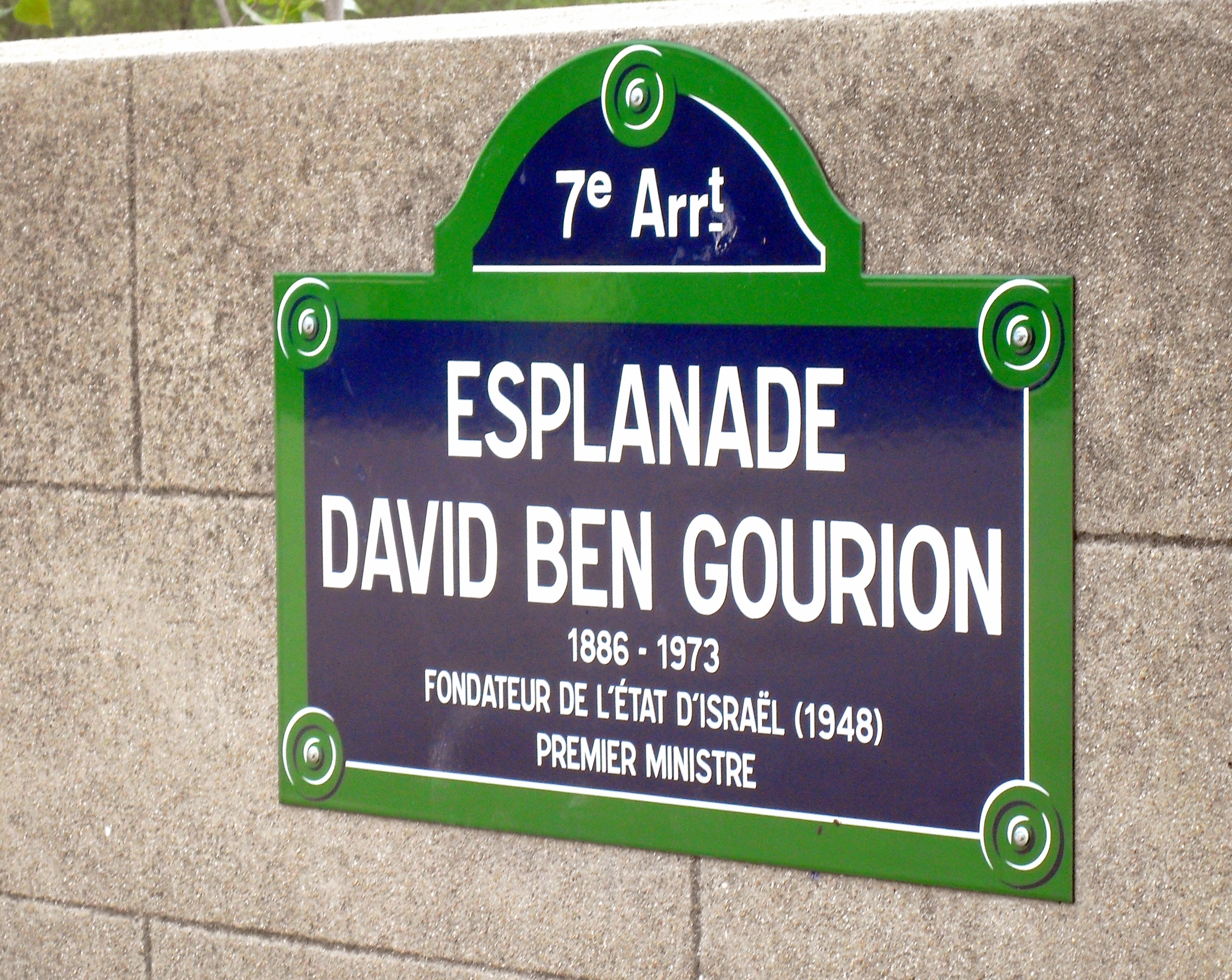
Esplanade David Ben Gourion, située dans le en bord de Seine, sur le quai Branly devant le musée des Arts premiers. Elle est inaugurée le 15 avril 2010 mais des manifestations hostiles de la part d'activistes pro-palestiniens ont lieu et, une semaine plus tard, trois de ses plaques disparaissent.

- La Palestine dans le monde d'après guerre : rapport présenté par Ben-Gourion, président de l'exécutif de l'agence juive au congrès sioniste extraordinaire tenu à New-York le 9 mai 1942, Terre retrouvée, 1945.
- Le sens de la révolution juive, Terre Retrouvée, 1947.
- Le peuple et l'État d'Israël, Éditions de Minuit, 1959.
- Israël, années de lutte, Flammarion, 1964, 1993, 2006.
- Regards sur le passé, Éditions du Rocher, 1965.
- Destins d'Israël, Hachette, 1967.
- Ben Gourion parle, Stock, 1971.
- Mémoires : Israël avant Israël, Grasset, 1974.
- Les Arabes, les Palestiniens et moi, Presses du temps présent, 1974.
- Du rêve à la réalité, Stock, 1986.
- En faveur du messianisme, L'Etat d'Israël et l'avenir du peuple juif, éditions l'éléphant 2024.